# Armando Abílio
Armando Abílio Vieira (Itaporanga, 29 de dezembro de 1944 — Esperança, 12 de outubro de 2020) foi um político brasileiro que serviu como deputado federal pelo Partido Trabalhista Brasileiro da Paraíba entre 1995 e 2010. Também atuou como médico e radialista na cidade de Esperança.

## Biografia
Em 1962 ingressou, em Recife, na Faculdade de Ciências Médicas da Universidade Federal de Pernambuco, pela qual se graduou em 1968. Durante o ano seguinte, frequentou a residência médica no Hospital Osvaldo Cruz, também na capital pernambucana.
Filiando-se, em 1982, ao Partido Democrático Social (PDS), foi escolhido para integrar a chapa do partido como candidato a vice-prefeito de Esperança (PB). Ainda em 1982 fora nomeado diretor do Hospital Geral da cidade, função que desempenharia até 1991. Elegendo-se no pleito de novembro de 1982, foi empossado no cargo em janeiro de 1983. Desligando-se do PDS em 1988, permaneceu como vice-prefeito até janeiro do ano seguinte. Em 1989, filiou-se ao Partido do Movimento Democrático Brasileiro (PMDB), no qual permaneceu até 1990.
Ingressando, em seguida, no Partido da Frente Liberal (PFL), em outubro deste ano elegeu-se deputado estadual nessa legenda. Assumindo sua cadeira na Assembleia Legislativa paraibana em janeiro de 1991, foi escolhido segundo vice-presidente da mesa da casa, ocupando essa função até 1992. Em 1993, retornou ao PMDB, tornando-se ainda neste ano primeiro vice-presidente da mesa, cargo que desempenharia até o final da legislatura.
No pleito de outubro de 1994, elegeu-se deputado federal pelo PMDB, tendo como base eleitoral as regiões do Brejo Paraibano e do vale do Piancó, no sertão. Concluindo seu mandato na Assembleia Legislativa paraibana em janeiro de 1995, assumiu sua cadeira na Câmara dos Deputados em fevereiro seguinte. Tornou-se membro titular da Comissão de Desenvolvimento Urbano e Interior e suplente da Comissão de Seguridade Social e Família.
Durante esse seu primeiro ano de mandato, entre as principais matérias votadas no plenário da Câmara, Armando Abílio votou a favor do projeto de emenda constitucional que acabou com o monopólio dos estados na distribuição do gás canalizado, do que tratava da navegação de cabotagem, permitindo que as embarcações estrangeiras passassem a operar no transporte de cargas e passageiros entre portos do país, do que acabou com o monopólio estatal das telecomunicações, do que acabou com o monopólio da Petrobras na exploração do petróleo, e do que prorrogava por 18 meses o Fundo Social de Emergência (FSE), rebatizado de Fundo de Estabilização Fiscal (FEF). Absteve-se na votação do projeto de emenda constitucional que estabelecia um novo conceito de empresa nacional, acabando com todas as diferenciações legais entre empresas brasileiras e estrangeiras.
Em dezembro de 1995, foi indicado relator do Projeto de Emenda Constitucional (PEC) do deputado Severino Cavalcanti (PFL-PE), que proibia os abortos no Brasil em qualquer circunstância. A proposta foi arquivada pela Comissão Especial formada para analisá-lo, presidida pela deputada Marta Suplicy, do Partido dos Trabalhadores (PT) de São Paulo, por nove votos a dois e uma abstenção. Desta forma, as exceções previstas no Código Penal para o caso – gravidez decorrente de estupro e risco de vida para a mulher – permaneceram na Constituição.
Em 1996, tornou-se titular da Comissão de Seguridade Social e Família e suplente da Comissão de Desenvolvimento Urbano e Interior. Integrou ainda, entre outras, as comissões especiais do PEC que tratava da competência à União da Contribuição Provisória sobre Movimentação Financeira (CPMF), como titular, e da que tratava da reeleição, como suplente.
Neste ano de 1996, Armando Abílio votou a favor de todos os projetos votados no plenário da Câmara, tais como do que passava o julgamento de militares para a Justiça comum, do que criava um fundo para a educação, dos que tratavam da restrição às oposições, da reforma da Previdência, da CPMF e da reforma agrária.
Em janeiro de 1997, votou a favor do projeto de emenda constitucional que permitia aos integrantes do Poder Executivo concorrerem à reeleição, confirmando sua posição no mês seguinte, quando a emenda foi aprovada em segundo turno na Câmara dos Deputados. Em novembro desse ano, também votou a favor da reforma administrativa do governo que, ao ser aprovada, acabou com a estabilidade do servidor público.
Reeleito deputado federal na legenda do PMDB no pleito de outubro de 1998, no mês seguinte votou a favor do projeto do governo de reforma da Previdência que fixou um valor máximo para aposentadorias no setor público, bem como a idade mínima e o tempo de contribuição no setor privado. Em fevereiro de 1999, iniciou novo período legislativo na Câmara dos Deputados. Nesta legislatura participou na condição de suplente na Comissão Permanente de Agricultura e Política Rural em 2000-2002, e na condição de titular na de Desenvolvimento Urbano e Interior, até 2002.
Em reportagem do dia 18 de março de 2000, do jornal Folha de S. Paulo, Armando Abílio foi acusado de ser, ao lado do deputado Raimundo Santos (PFL-PA), o campeão do nepotismo na Câmara dos Deputados, tendo contratado sete parentes para seu gabinete. No exercício de 2000, Armando Abílio foi relator na Comissão Mista de Orçamento do Congresso da proposta que aumentou o valor das emendas individuais dos parlamentares, de 1,5 para 2 milhões de reais. A proposta do parlamentar, que foi combatida pelas bancadas do Partido dos Trabalhadores (PT) e do Partido Comunista do Brasil (PCdoB), foi aprovada com ampla maioria em novembro. Em 2001, trocou o PMDB pelo PSDB, em razão das disputas regionais envolvendo o grupo liderado por Ronaldo Cunha Lima e José Maranhão na luta pelo poder na política paraibana. Com a ida do grupo de Cunha Lima para o PSDB, Armando Abílio seguiu para a agremiação tucana, tendo disputado com sucesso sua reeleição para a Câmara Federal em 2002. Todavia, licenciou-se do cargo de deputado federal entre 2003 e 2006 para se tornar secretário de Trabalho e Ação Social do governo de Cássio Cunha Lima, eleito para o Executivo paraibano no pleito de outubro de 2002.
Entretanto, em 2006, após ter concorrido com sucesso para mais um mandato na Câmara Federal, o parlamentar trocou o PSDB pelo Partido Trabalhista Brasileiro (PTB), ingressando na base de apoio ao governo de Luís Inácio da Silva. Isso fez com que os tucanos, tomando como base a lei sobre a fidelidade partidária – segundo a qual, o mandato pertence ao partido –, resolvessem entrar com um processo contra os deputados que haviam deixado a agremiação após a eleição, entre eles o próprio Armando Abílio. No entanto, em agosto de 2007, o STF não concedeu a liminar ao PSDB para que conseguisse de volta os mandatos dos infiéis. No segundo semestre do mesmo ano, o parlamentar votou com os governistas pela prorrogação da CPMF, mas a proposta acabou derrotada.
Entre março e maio de 2007, Armando Abílio foi vice-líder do Bloco PMDB, PTB, PSC, PTC e, em entre maio de 2007 e maio de 2008, foi vice-líder do PTB na Câmara. Em abril de 2008, o parlamentar tornou-se vice-líder do governo na Câmara dos Deputados.
Candidato a deputado federal pelo PTB (PB) no pleito eleitoral de 2010, Armando Abílio não conseguiu se reeleger. Contudo, assumiu, por poucos meses, como suplente do deputado federal Aguinaldo Ribeiro, do Partido Progressista (PP), nomeado para o cargo de ministro das Cidades. Durante a 54ª legislatura, participou como titular da Comissão de Integração Nacional, Desenvolvimento Regional e da Amazônia (CINDRA), em 2012.
Foi autor da indicação (INC) nº 3252/2012, que sugeria ao Ministério do Desenvolvimento Social e Combate à Fome, que fossem adotados critérios mais abrangentes no processo de divulgação dos beneficiários do programa Bolsa Família.
Deixou a Câmara e retornou à condição de suplente em Novembro de 2012. Desde então afastado da atividade política, comanda um programa de rádio local.
Foi delegado municipal do PMDB de Esperança e membro do seu diretório estadual, além de presidente estadual do PTB na Paraíba.
Casou-se com Rosimere Bronzeado Vieira — sobrinha de Luís Bronzeado, que foi deputado federal pela Paraíba de 1959 a 1967 —, com quem teve cinco filhos.
Morreu em 12 de outubro de 2020 em Esperança, aos 75 anos. A suspeita é que ele tenha sofrido um infarto. 